# Ellsworth Vines
Ellsworth Henry Vines, Jr, né le 28 septembre 1911 à Los Angeles et mort le 17 mars 1994, est un joueur de tennis américain des années 1930.
De l'avis de Donald Budge et de Jack Kramer, le plus grand joueur de tous les temps quand il était en forme. Il fut probablement le numéro 1 mondial ou co-numéro 1 mondial en 1932, 1935, 1936 et 1937.

## Biographie
Dans les rangs amateurs il remporta 3 tournois du Grand Chelem, le tournoi de Wimbledon en 1932 ainsi que les championnats des États-Unis à Forest Hills en 1931 et 1932. Il atteignit aussi la finale de Wimbledon en 1933.
Il disputa son premier match professionnel le 10 janvier 1934 contre Bill Tilden au Madison Square Garden de New York. Dès lors, les épreuves traditionnelles comme les tournois du Grand Chelem ou la Coupe Davis lui furent interdits. Il devint le meilleur joueur professionnel du monde jusqu'en 1938 (et le no 1 ou 2 mondial amateurs et professionnels confondus) :
- En 1934 et 1935 il remporta presque tous les grands événements professionnels : les deux grandes tournées annuelles de ces deux années-là ainsi que les grands tournois professionnels comme ceux du London Indoor Professional Championship à Wembley en 1934 et 1935 (et peut-être en 1936 selon les sources), Paris Indoor en 1934, Southport Pro et Roland-Garros Pro en 1935.

- Après deux années comme l'indiscutable roi des pros, Vines n'avait plus besoin de disputer des tournois pour conserver sa couronne : il se contenta de disputer et de remporter trois autres grandes tournées professionnelles, beaucoup plus rémunératrices à l'époque que les tournois, entre 1936 et 1938 en particulier contre la nouvelle grande recrue dans les rangs professionnels, Fred Perry.

- En 1939, il céda de peu sa couronne à Donald Budge : dans leur première tournée (3 janvier - 6 mars 1939), Vines gagna 17 matchs contre Budge et en perdit 22 : cette tournée démontra que lorsque Vines était à son meilleur il était invincible mais que la régularité de Budge permettait à ce dernier de terminer vainqueur à long terme. Le 22 octobre de cette même année, Vines gagna son dernier grand tournoi, US Pro Championship au Beverly Hills Tennis Club et finaliste Roland-Garros Pro.

- En mai 1940, à 28 ans et 7 mois, Vines disputa sa dernière compétition tennistique : ses problèmes physiques (blessures), son envie de bonheur familial, la perte de sa couronne mondiale professionnelle et surtout sa passion grandissante pour le golf le poussèrent à prendre sa retraite (en 1938 il s'était arrangé pour que les étapes de sa tournée professionnelle contre Perry coïncident avec des endroits où il pourrait jouer au golf).

Lorsque Budge eut successivement affronté Vines et Perry en 1939, il écrivit "It was simply that after enduring Vines's power game, I never felt any real pressure against Perry.". ("Après avoir subi le jeu si puissant de Vines je n'éprouvais aucune réelle pression à affronter Perry"). Jusqu'à la fin de sa vie, Budge (mort le 26 janvier 2000) pensait que lorsque Vines était en forme, il était le meilleur joueur de tous les temps et était toujours étonné quand une personne ne connaissait pas Vines, qui fut selon lui le champion de la décennie 1930. Quand Kramer a publié son livre The Game en 1979, il classa Vines au second rang dans sa liste des meilleurs joueurs de tous les temps et approuvait aussi Budge en disant à propos de Vines "...On his best days, Vines played the best tennis ever. Hell, when Elly was on, you'd be lucky to get your racket on the ball once you served it.". : "... à son apogée Vines joua le meilleur tennis jamais pratiqué. Quand Elly (diminutif de Ellsworth) était en forme, vous aviez de la chance si vous touchiez la balle après que vous aviez servi." Grand et mince, il maîtrisait tous les coups du tennis, sans aucun réel point faible (si ce n'est son revers en début de carrière) avec en particulier un coup droit très puissant et un service dévastateur généralement frappés à plat sans beaucoup d'effets. Bien qu'il fût capable de jouer service-volée, son jeu était plus basé sur l'attaque et les coups gagnants du fond de court. Il influa notamment le jeune Jack Kramer lors d'un match professionnel en 1935 à Los Angeles, où Vines fut présenté ainsi : "Et voici Ellsworth Vines, 6'2-1/2 (environ 1,89 m), 155 livres (environ 70 kg), habillé comme Fred Astaire et frappant ses coups comme Babe Ruth (grand joueur de baseball). Dès lors, Kramer se concentra essentiellement sur le tennis et dit à propos de Vines : « Vines had "the perfect slim body," selon Kramer, "that was coordinated for anything. Elly won Forest Hills the first time when he was still only nineteen, but at the same time he was also devoting himself to basketball at the University of Southern California. » (« Il avait un corps svelte parfaitement coordonné pour n'importe quel mouvement. Elly remporta Forest Hills à dix-neuf ans tout en se consacrant en même temps au basketball à l'université du Sud de la Californie. »)
Après avoir remporté une trentaine de tournois, il abandonna le tennis en 1940 et se consacra à sa nouvelle passion : il devint golfeur professionnel avec un certain succès, notamment une victoire professionnelle au Massachusetts Open de 1946 et une place de demi-finaliste dans le prestigieux PGA Championship de 1951 lorsque le tournoi se jouait en match-play (par élimination en confrontation directe). Kramer écrivit "He was twice in the top ten of golf money winnings, and he was surely the best athlete ever in the two sports." (« Il fut deux fois dans le Top 10 des gains en golf professionnel et certainement le meilleur athlète des deux sports »). Kramer compara aussi Vines à Lew Hoad, grand joueur des années 1950 : "Both were very strong guys. Both succeeded at a very young age.... Also, both were very lazy guys. Vines lost interest in tennis (for golf) before he was thirty, and Hoad never appeared to be very interested. Despite their great natural ability, neither put up the outstanding records that they were capable of. Unfortunately, the latter was largely true because both had physical problems." (« Tous deux étaient très costauds et réussirent très jeunes... Tous deux étaient aussi très paresseux. Vines se désintéressa du tennis (pour le golf) avant d'avoir trente ans et Hoad ne sembla jamais très intéressé aussi. Malgré leur grande aptitude naturelle ni l'un ni l'autre ne se sont bâtis le palmarès époustouflant dont ils étaient capables. Une des raisons malheureusement fut leurs problèmes physiques. »)
Vines est membre du International Tennis Hall of Fame depuis 1962.

## Palmarès en Grand Chelem
- (Abréviation concernant les surfaces : Tb : Terre battue, He : Herbe, D : Dur, D (i) : Dur indoor, M : Moquette, B : Bois).

### Titres en simple (3)
| Année | Date              | Nom et lieu du tournoi               | Surface | Finaliste    | Score              |
| ----- | ----------------- | ------------------------------------ | ------- | ------------ | ------------------ |
| 1931  | 5-12 septembre    | US Championships, Forest Hills       | Herbe   | George Lott  | 7-9, 6-3, 9-7, 7-5 |
| 1932  | 20 juin-2 juillet | Wimbledon, All-England Championships | Herbe   | Henry Austin | 6-4, 6-2, 6-0      |
| 1932  | 5-12 septembre    | US Championships, Forest Hills       | Herbe   | Henri Cochet | 6-4, 6-4, 6-4      |

### Finale en simple (1)
| Année | Date              | Nom et lieu du tournoi               | Surface | Vainqueur     | Score                    |
| 1933  | 25 juin-8 juillet | Wimbledon, All-England Championships | Herbe   | Jack Crawford | 4-6, 11-9, 6-2, 2-6, 6-4 |

### Titre en double messieurs (1)
- Internationaux d'Australie : vainqueur en 1933

### Titre en double mixte (1)
- US Open : vainqueur en 1933 (avec Elizabeth Ryan)

### Finales en double mixte (2)
- US Open : finaliste en 1932 (avec Helen Jacobs)

|   | Date | Nom et lieu du tournoi              | Cat.      | ($) | Surface      | Vainqueurs                          | Partenaire       | Score           |          |
| 1 | 1933 | Australian Championships, Melbourne | G. Chelem | 0   | Herbe (ext.) | Marjorie Cox Crawford Jack Crawford | Marjorie Gladman | 3-6, 7-5, 13-11 | Parcours |

## Autres titres en simple (1930-1939) (30 ou 31)

### Titres Amateurs (1930-1933): 19 ou 20
|      | Année | Date              | Nom et lieu du tournoi                            | Surface | Finaliste       | Score                     |
| ---- | ----- | ----------------- | ------------------------------------------------- | ------- | --------------- | ------------------------- |
| 1    | 1930  | mai               | Los Angeles Southern California (États-Unis)      | D       | ?               | ?                         |
| 2    | 1930  | 9-15 juin         | Pasadena California Championships (États-Unis)    | D       | ?               | ?                         |
| 3    | 1930  | 21-27 juillet     | New York Metropolitan Grass Court (États-Unis)    | He      | Francis Hunter  | ?                         |
| 4    | 1930  | 22-28 sep.        | Los Angeles Pacific Southwest (États-Unis)        | D       | Gregory Mangin  | 14-12 6-3 6-4             |
| 5    | 1931  | 6-12 avril        | Houston River Oaks (États-Unis)                   | Tb      | Bruce Barnes    | 6-3, 6-4, 10-8            |
| 6    | 1931  | 8-14 juin         | Los Angeles Southern California (États-Unis)      | D       | Edward Chandler | 6-4, 6-8, 8-6, 6-4        |
| 7    | 1931  | 29 juin-5 juillet | Saint-Louis US Clay Court (États-Unis)            | Tb      | Keith Gledhill  | 6-3, 6-3, 6-3             |
| 8    | 1931  | 13-18 juillet     | Brookline Longwood Bowl (États-Unis)              | He      | John Doeg       | 4-6, 6-3, 6-3, 3-6, 6-3   |
| 9    | 1931  | 27 juillet-2 août | Seabright Invitational (États-Unis)               | He      | John Doeg       | 10-12, 6-8, 6-3, 8-6, 6-1 |
| 10   | 1931  | 17-23 août        | Newport Casino Trophy (États-Unis)                | He      | Fred Perry      | 6-2, 6-4, 6-8, 6-2        |
| 11   | 1931  | 5-12 septembre    | US Championships (Forest Hills) (États-Unis)      | He      | George Lott     | 7-9, 6-3, 9-7, 7-5        |
| 12   | 1931  | 21-27 sep.        | Los Angeles Pacific Southwest (États-Unis)        | D       | Fred Perry      | 8-10, 6-3, 4-6, 7-5, 6-2  |
| 13   | 1931  | 28 sep-4 oct.     | Berkeley Pacific Coast Championships (États-Unis) | D       | Fred Perry      | 6-3, 21-19, 6-0           |
| 14   | 1932  | 18-24 avril       | White Sulphur Springs Mason & Dixon (États-Unis)  | ?       | Wilmer Allison  | 6-4, 6-1, 6-4             |
| 15   | 1932  | 20 juin-2 juillet | Wimbledon All-England Championships (Angleterre)  | He      | Henry Austin    | 6-4, 6-2, 6-0             |
| 16   | 1932  | 15-21 août        | Newport Casino Trophy (États-Unis)                | He      | Wilmer Allison  | 6-4, 6-3, 6-3             |
| 17   | 1932  | 5-12 septembre    | US Championships (Forest Hills) (États-Unis)      | He      | Henri Cochet    | 6-4, 6-4, 6-4             |
| 18   | 1932  | 14-20 novembre    | Sydney N.S.W. Championships (Australie)           | He      | Wilmer Allison  | 4-6, 6-1, 2-6, 6-4, 7-5   |
| 19   | 1933  | 24-30 avril       | Ojai Valley California Coast (États-Unis)         | D       | Keith Gledhill  | ?                         |
| 20 ? | 1933  | 19-24 juin        | Queen's (Londres) Grass Court (Angleterre)        | He      | Lester Stoefen  | Titre partagé             |

### Titres Professionnels (1934-1939): 11
|    | Année | Date            | Nom et lieu du tournoi                                     | Surface | Finaliste     | Score                   |
| -- | ----- | --------------- | ---------------------------------------------------------- | ------- | ------------- | ----------------------- |
| 1  | 1934  | 21-27 mai       | New York Pro Clay R.R. (États-Unis)                        | Tb      | Martin Plaa   | 6-4, 6-2, 6-4           |
| 2  | 1934  | 29 mai-3 juin ? | Philadelphie Middle States Pro (États-Unis)                | He ?    | Bill Tilden   | 6-3, 6-3, 6-4           |
| 3  | 1934  | 12-17 juin      | Cleveland Western Pro R.R. (États-Unis)                    | ?       | Bill Tilden   | 3-6, 8-6, 6-2, 6-3      |
| 4  | 1934  | 19-24 novembre  | Tournoi de tennis de Wembley (Londres) Indoor (Angleterre) | B ?     | Hans Nüsslein | 4-6, 7-5, 6-3, 8-6      |
| 5  | 1934  | 28-30 novembre  | Paris Pro Indoor Championships (France)                    | B       | Hans Nüsslein | ?                       |
| 6  | 1935  | 2-7 juillet     | Championnats de France de tennis professionnels (France)   | Tb      | Hans Nüsslein | 10-8, 6-4, 3-6, 6-1     |
| 7  | 1935  | 10-13 juillet   | Southport Pro Victoria Park (Angleterre)                   | He      | Bill Tilden   | 6-1, 6-8, 4-6, 6-2, 6-2 |
| 8  | 1935  | 1-4 ? août      | La Baule Pro Championships (France)                        | ?       | ?             | ?                       |
| 9  | 1935  | 5-11 août       | Deauville Pro Championships (France)                       | ?       | ?             | ?                       |
| 10 | 1935  | 30 sep-6 oct.   | Tournoi de tennis de Wembley (Londres) Indoor (Angleterre) | B       | Bill Tilden   | 6-1, 6-3, 5-7, 3-6, 6-3 |
| 11 | 1939  | 16-22 octobre   | US Pro Championships (Los Angeles) (États-Unis)            | ?       | Fred Perry    | 8-6, 6-8, 6-1, 20-18    |

### Finales perdues Amateurs (1929-1933): 10
|    | Année | Date              | Nom et lieu du tournoi                           | Surface | Vainqueur       | Score                     |
| -- | ----- | ----------------- | ------------------------------------------------ | ------- | --------------- | ------------------------- |
| 1  | 1929  | 15-21 juillet     | Chicago Western Crown (États-Unis)               | He ?    | Keith Gledhill  | 12-10, 0-6, 6-2, 5-7, 6-1 |
| 2  | 1930  | 28 juillet-2 août | Seabright Invitational (États-Unis)              | He      | Sidney Wood     | 6-2, 6-2, 6-0             |
| 3  | 1931  | 7-12 juillet      | Providence Rhode Island State (États-Unis)       | He ?    | Keith Gledhill  | 7-5, 6-3, 6-0             |
| 4  | 1931  | 5-11 octobre      | Santa Barbara Coast Championships (États-Unis)   | ?       | Keith Gledhill  | 3-6, 6-1, 6-0             |
| 5  | 1932  | 8-14 février      | Los Angeles California State (États-Unis)        | ?       | Lester Stoefen  | 3 sets à 1                |
| 6  | 1932  | 14-20 mars        | Pasadena Championships (États-Unis)              | ?       | Edward Chandler | 6-4, 8-6, 8-6             |
| 7  | 1932  | 4-10 avril        | La Nouvelle-Orléans Tulane Club (États-Unis)     | ?       | Wilmer Allison  | 7-5, 7-5, 6-4             |
| 8  | 1932  | 11-17 avril       | Pinehurst North & South Tournament (États-Unis)  | ?       | Wilmer Allison  | 3-6, 6-4, 7-5, 5-7, 6-1   |
| 9  | 1932  | 5-10 décembre     | Melbourne Victorian Championships (Australie)    | He      | Jack Crawford   | 1-6, 6-4, 6-4, 2-6, 6-4   |
| 10 | 1933  | 25 juin-8 juillet | Wimbledon All-England Championships (Angleterre) | He      | Jack Crawford   | 4-6, 11-9, 6-2, 2-6, 6-4  |

### Finales perdues Professionnels: 1
|   | Année | Date              | Nom et lieu du tournoi                                   | Surface | Vainqueur    | Score         |
| 1 | 1939  | 27 juin-2 juillet | Championnats de France de tennis professionnels (France) | Tb      | Donald Budge | 6-2, 7-5, 6-3 |

## Sources
- The Game, My 40 Years in Tennis (1979), Jack Kramer with Frank Deford  (ISBN 0-399-12336-9)